# Portugal bílý
Portugal bílý (název dle VIVC Portugieser grün) je starobylá, středně raná moštová odrůda révy vinné (Vitis vinifera), používaná dnes již velmi vzácně k výrobě bílých vín. Portugal bílý je pupenová mutace odrůdy Portugal šedý, ta je opět pupenovou mutací odrůdy Modrý Portugal.

## Popis
Réva vinná (Vitis vinifera) odrůda Portugal bílý je jednodomá dřevitá pnoucí liána dorůstající v kultuře až několika metrů. Kmen tloušťky až několik centimetrů je pokryt světlou borkou, která se loupe v pruzích. Úponky umožňují této rostlině pnout se po pevných předmětech. Růst je bujný, ale o něco méně, než u odrůdy Modrý Portugal. Vrcholek letorostu je otevřený, pouze pavučinovitě ochmýřený. Mladé lístky jsou zelené s bronzovými skvrnami, lesklé.
List je stejný, jako u odrůdy Modrý Portugal, středně velký až velký, světle zelený, okrouhlý, tří- až pětilaločnatý s mělkými výkroji. Čepel listu je takřka hladká či pouze mírně puchýřnatá. Řapíkový výkroj je lyrovitý, většinou otevřený až lehce překrytý, s oblým dnem. Řapík je středně dlouhý, narůžovělý.
Oboupohlavní květy v hroznovitých květenstvích jsou pětičetné, žlutozelené, samosprašné. Plodem je malá až středně velká, kulatá, světle zelená až žlutozelená bobule s tenkou slupkou, s řídkou dužinou sladké, neutrální chuti. Hrozen středně velký (140 g), středně hustý, válcovitě-kuželovitý, někdy křídlatý, celkově menší a volnější, než u odrůdy Modrý Portugal.

## Původ a rozšíření
Portugal bílý je starobylá moštová odrůda vinné révy (Vitis vinifera), pupenová mutace odrůdy Portugal šedý, snad pocházející z Rakouska. Kdysi byla pěstována ve společných výsadbách s odrůdou Modrý Portugal v Rakousku (region Weinviertel) a v oblasti Střední Evropy, ale od konce 18. století se již komerčně nepěstuje.
Společně s odrůdou Portugal šedý je lze vzácně nalézt ve starých vinohradech, kde bývaly vysazovány jako indikátor výskytu houbových chorob. Obě odrůdy jsou velmi citlivé na houbové choroby a proto se na okraj vinohradu vysazovalo několik keřů, na kterých se při zvýšeném infekčním tlaku jako první objevily příznaky napadení a vinař věděl, že má jít ihned stříkat vinohrad. V dnešní době obě odrůdy již téměř vymizely z vinic.
Ve Státní odrůdové knize České republiky není odrůda zapsána. Vinařský zákon sice povoluje z této odrůdy vyrábět víno v kategorii zemských vín podle vyhlášky č. 437/2005 Sb. i po novele vyhláškou č. 28/2010 Sb, ale na vinicích je již odrůda raritou.

## Název
Název odrůdy je odvozen od názvu odrůdy Modrý Portugal. O té se traduje, že roku 1772 povolal hrabě Johann von Fries na svůj zámek v Bad Vöslau u Vídně několik vinařů z okolí a předal jim svazky réví odrůdy, které dostal od své obchodní agentury v Oportu v Portugalsku. Odrůda měla takové přednosti, že za několik let byly v okolí obce vysazeny dvě třetiny vinic odrůdou Blauer Portugieser.
Další, lokálně používaná synonyma odrůdy jsou : Португизер белый (Rusko), Beli Vranik, Bílý Portugal (ČR), Fehér Oporto, Grüner Portugieser, Grüngelber Portugieser, Hrustez, Oporto Fehér (Maďarsko, Itálie), Portugais Blanc (Francie), Portugalské bílé, Portugieser Weiß, Portugizac Zeleni (Chorvatsko), Portugizer Belyi (Rusko), Weißer Portugieser.

## Příbuzné odrůdy
Odrůda Portugal šedý (Portugieser Grau) je pupenovou mutací odrůdy Modrý Portugal, Portugal bílý je pupenová mutace Portugalu šedého. V katalogu VIVC je dále uvedena odrůda Portugieser Früh Blau, odrůda nejasného původu, o které je velmi málo zmínek v ampelografické literatuře, dle její synonymiky lze soudit, že se patrně jedná o jedno ze synonym odrůdy Modrý Portugal, popřípadě by se dalo uvažovat i o identicitě s odrůdou Laska. Portugal červený (Portugieser Rot) není pravděpodobně příbuzný s rodinou odrůd Modrý Portugal, pochází nejspíš z Rakouska nebo ze severozápadního Chorvatska.

## Pěstování
Růst je bujný, réví dobře vyzrává. Odolnost proti houbovým chorobám a mrazu je nízká, ještě o málo nižší, než u odrůdy Modrý Portugal. Plodnost je vyšší, 9–13 t/ha při cukernatosti 15–18 °NM a aciditě 5–8 g/l. Odrůda není příliš náročná na stanoviště a půdy, hodí se pro většinu vedení, dobře snáší i krátký řez, vhodné jsou podnože SO-4, T 5C, 125 AA, K 5BB.

### Fenologie
Rašení je rané, doba květu středně pozdní, odrůda dozrává v první polovině září, o pár dní dříve, než Modrý Portugal, 6 dnů po Chaselas.

## Víno
Odrůdy Portugal bílý a Portugal šedý se užívaly spíše k výrobě různých cuvée s odrůdami vyšší acidity, pro zjemnění celkového dojmu. Jako s velkou raritou se lze s jednoduchými odrůdovými stolními víny setkat v některých místních koštech. Víno je lehčího, neutrálního typu, s nižší kyselinkou, bez osobitého aroma.

### Multimédia
- Ing. Radek Sotolář : Multimediální atlas podnožových, moštových a stolních odrůd révy, Mendelova zemědělská a lesnická universita Brno, zahradnická fakulta v Lednici
- Martin Šimek : Encyklopédie všemožnejch odrůd révy vinné z celýho světa s přihlédnutím k těm, co již ouplně vymizely, 2008–2012